# Charles-Marie d'Irumberry de Salaberry
Pour les autres membres de la famille, voir Famille d'Irumberry de Salaberry.
Charles-Marie d'Irumberry, comte de Salaberry, né à Paris le 6 septembre 1766, mort à Fossé (Loir-et-Cher) le 7 janvier 1847, est un militaire, homme de lettres et homme politique français.

## Biographie

### Contexte familial
Charles-Marie d'Irumberry de Salaberry est issu de la famille d'Irumberry de Salaberry, qui porte : Parti : au premier, coupé d’or au lion de gueules, et d’or à deux vaches passantes de gueules, accornées, colletées et clarinées d’azur l’une sur l’autre ; au deuxième, de gueules à une croix d’argent pommetée d’or, à la bordure d’azur chargée de huit flanchis d’or.
Petit-neveu de l'amiral Vincent de Salaberry de Benneville, Charles-Marie d'Irumberry de Salaberry est le fils de Charles Victoire François d'Irumberry de Salaberry et d'Anne-Marie Le Gendre de Lormoy.
Son père est président à la Chambre des comptes de Blois, propriétaire du château de Pezay, influencé par Paul Boësnier de l'Orme. Il est guillotiné en pleine Terreur, en 1794.
Sa mère est la belle-sœur d'Antoine-Jean Amelot de Chaillou et de Jean-Nicolas Dufort de Cheverny.
Gendre de l'intendant Jean-Baptiste-François de La Porte de Meslay (1743-1818), il est le beau-père de  Guy Delavau.

### Carrière militaire
Charles-Marie d'Irumberry de Salaberry s'engage d'abord au sein de l'Armée des émigrés en réaction à la Révolution française, puis participe à la guerre de Vendée au côté des royalistes. Il y est alors capitaine de cavalerie, sous les ordres de Bourmont.
Bien qu'il se soumette au premier consul en 1800, Salaberry conserve sa fidélité au roi. Dès lors, il est rayé de la liste des émigrés et astreint à surveillance dans son château de Fossé où il se met à écrire.
En 1801, toujours en relation avec les chouans, on le trouve mêlé à l'affaire Clément de Ris où il fait partie de l'équipée destinée à la libération dudit sénateur.

### Homme de lettres
Assigné à résidence chez lui au château de Fossé, il acquiert une modeste réputation littéraire en publiant deux romans, “Corisandre de Beauvilliers” (1806) et "Lord Wiseby ou le célibataire” (1808).

En 1810, il accueille Madame de Staël dans son domaine. Cette dernière parle de Salaberry en ces termes dans ses mémoires "Dix années d'exil" (1818) : 
Ne pouvant plus rester dans le château de Chaumont, dont les maîtres étaient revenus d'Amérique, j'allais m'établir dans une terre appelée Fossé, qu'un ami généreux me prêta. Cette terre était l'habitation d'un militaire vendéen, qui ne soignait pas beaucoup sa demeure, mais dont la loyale bonté rendait tout facile et l'esprit original tout amusant. [...] Enfin, je montai en voiture, et mon brave et spirituel Vendéen, que ses propres périls n'avaient jamais ému, me serra la main les larmes aux yeux.

### Homme politique
En août 1815, il devient un député ultra-royaliste de la Restauration pour le département de Loir-et-Cher ; il le restera jusqu'à mai 1830.
Au cours de cette même période, il collabore au Correspondant.

## Ses œuvres politiques et littéraires
- Histoire de l'Empire ottoman, depuis sa fondation jusqu'à la paix d'Yassi; en 1792, 11 vol., Paris, Le Normant, 1813, lire en ligne
- Lord Wiseby, ou, Le célibataire, imprimerie de Cellot & chez Maradan, 1808, 2 vol. in 12.
- Proposition de M. le Comte de Salaberry, Député de Loir-et-Cher; concernant les épurations dans plus d'un ministère et dans les grandes administrations; développée à la tribune, le 18 mars , 15 pages, P. Gueffier, imprimeur.
- Souvenirs politiques du comte de Salaberry sur la Restauration, 1821-1830, publiés par son petit-fils, 1900, Paris, Librairie Alphonse Picard, 2 vol. in-8, tome 1, XIX-285 pages, tome 2, 329 pages ;
- Mon voyage au Mont d'Or, Paris, Maradan, an X (1802)
- Voyage à Constantinople, en Italie, et aux îles de l'Archipel, par l'Allemagne et la Hongrie, Paris, Maradan,